# 油井雄二
油井 雄二（ゆい ゆうじ、1948年10月3日 - ）は、日本の経済学者、財政学者。学校法人成城学園理事長兼学園長や、第15代成城大学学長を務めた。総合研究開発機構大来政策研究賞受賞。2025年、瑞宝中綬章受章。

## 人物
港区立高陵中学校、東京都立八潮高等学校を経て、1972年一橋大学経済学部卒業（石弘光ゼミナール）、1974年一橋大学大学院経済学研究科修士課程修了、1977年一橋大学大学院経済学研究科博士課程単位取得退学。指導教官は江見康一。
1978年富山大学経済学部助手。同専任講師、助教授を経て1982年より成城大学経済学部助教授、1989年同教授、1999年経済学部長、2004年大学院経済学研究科長。現在、同経済学部教授(同大学院経済学研究科教授を兼務)。教務部長等を歴任し2010年4月から学長に就任。経済学部から学長に就任したのは30年ぶり。2011年に成城学園学園長、2014年には成城幼稚園園長、2021年には成城学園理事長に就任。2023年任期満了退任。
第一回大来政策研究賞受賞(2000)。日本財政学会常任理事。

## 著書
- 共訳ステファン・ターノフスキー『マクロ経済分析と安定政策』マグロウヒル好学社1980
- 共著『現代財政学研究』春秋社1986
- 共著『税制改革の新設計』日本経済新聞社1994
- 共著『昭和財政史　昭和28~48年度(7)国債』東洋経済新報社1997
- 共著『日本の企業課税』東洋経済新報社2000
- 共著『医療と介護の世代間格差』東洋経済新報社2005
- 共著『企業行動の新展開と税制』日本証券経済研究所2006ほか